# عيمر
عيمر أو عيمار هي قرية لبنانية من قرى قضاء الضنية في محافظة الشمال.
- المساحة : 333 هكتار.
- تعرف بقرية النواويس لكثرتها فيها.